# Holland America Line
Holland America Line è una compagnia di navigazione, una delle sette principali al mondo, dedita al mercato delle crociere. Fa parte del World's Leading Cruise Lines ed è controllata dalla Carnival Corporation.
La compagnia ha sede a Seattle.
Holland America dispone di una flotta di 15 navi da crociera. La Compagnia trasporta mediamente 700.000 passeggeri ogni anno. Il presidente è Stein Kruse.

## Storia
La compagnia fu fondata il 18 aprile 1873 come NASM, acronimo olandese di Nederlandsch Amerikaansche Stoomvaart Maatschappij (letteralmente "Compagnia reale di navigazione Olandese e Americana"). I colori erano quelli della bandiera di Rotterdam, cioè tre bande orizzontali di cui due verdi e quella centrale bianca, che venivano ripresi sui fumaioli delle navi. 
La sede centrale era a Rotterdam, nell'edificio che oggi è l'Hotel New York. La compagnia sorse dalla riorganizzazione di una precedente società, la Plate, Reuchlin & Co. La prima nave della compagnia fu la Rotterdam, che effettuò il suo viaggio inaugurale di 15 giorni dai Paesi Bassi a New York il 15 ottobre 1872. Il servizio cargo per New York iniziò nel 1909.
La rotta principale di HAL era quella tra Rotterdam e New York. In realtà il suo terminal newyorkese si trovava in realtà a Hoboken, nel New Jersey, sulla sponda opposta del fiume Hudson rispetto a New York. Nel 1892, le navi HAL in navigazione tra Rotterdam e Hoboken facevano scalo in Francia, a Boulogne. Assunse la denominazione Holland America Line ufficialmente nel 1896.
Nel 1898, a 25 anni dalla fondazione dell'azienda, la compagnia aveva effettuato 1300 viaggi e trasportato circa 500.000 passeggeri e 5 milioni di tonnellate di merce. In questo periodo vennero anche cambiati i colori dei fumaioli che divennero gialli e inaugurata la flotta cargo, servizio che però veniva comunque operato precedentemente utilizzando le stive delle navi passeggeri fra i Paesi Bassi e le Indie Olandesi attraverso il Canale di Suez da poco costruito.
Fu una delle principali linee per il trasporto di immigrati dall'Europa agli USA; ne ha trasportati infatti in America almeno 850.000.
Nel 1895 iniziò a dedicarsi alle crociere.
Nel 1971 la compagnia cessò il suo servizio di trasporto passeggeri per dedicarsi esclusivamente alle crociere e cambiò definitivamente colori; nel 1973 vendette la sua divisione di cargo. Nel 1989 divenne una sussidiaria della Carnival Corporation, società di cui fa tuttora parte.
Il target di clientela è di tipo premium.

## Flotta
| Nave            | Immagine | Classe    | Bandiera | Stazza (GT) | Lunghezza (m) | Larghezza (m) | Ponti | Numero cabine | Passeggeri massimi | Membri equipaggio | Velocità massima (Nodi) | Anno                   | Cantiere               |
| --------------- | -------- | --------- | -------- | ----------- | ------------- | ------------- | ----- | ------------- | ------------------ | ----------------- | ----------------------- | ---------------------- | ---------------------- |
| Volendam        |          | Rotterdam |          | 61.214      | 238,04        | 32,24         | 10    | 716           | 1432               | 615               | 23                      | 1999                   | Fincantieri (Marghera) |
| Zaandam         |          | Rotterdam | 61.396   | 2000        | 238,04        | 32,24         | 10    | 716           | 1432               | 615               | 23                      | Fincantieri (Marghera) |                        |
| Zuiderdam       |          | Vista     | 82.305   | 285,29      | 11            | 32,24         | 985   | 1964          | 817                | 24                | 2002                    | Fincantieri (Marghera) |                        |
| Oosterdam       |          | Vista     | 82.305   | 285,29      | 11            | 32,24         | 1012  | 1964          | 817                | 24                | 2003                    | Fincantieri (Marghera) |                        |
| Westerdam       |          | Vista     | 82.348   | 285,29      | 11            | 32,24         | 984   | 1916          | 817                | 22                | 2004                    | Fincantieri (Marghera) |                        |
| Noordam         |          | Vista     | 82.318   | 285,29      | 11            | 32,24         | 986   | 1924          | 800                | 24                | 2006                    | Fincantieri (Marghera) |                        |
| Eurodam         |          | Signature | 86.273   | 285,29      | 32,24         | 12            | 1052  | 2104          | 929                | 22                | 2008                    | Fincantieri (Marghera) |                        |
| Nieuw Amsterdam |          | Signature | 86.700   | 285,29      | 32,24         | 12            | 1053  | 2106          | 929                | 24                | 2010                    | Fincantieri (Marghera) |                        |
| Koningsdam      |          | Pinnacle  | 99.500   | 297,18      | 32,24         | 12            | 1331  | 2650          | 1036               | 22                | 2016                    | Fincantieri (Marghera) |                        |
| Nieuw Statendam |          | Pinnacle  | 99.500   | 297,18      | 32,24         | 12            | 1339  | 2666          | 1036               | 22                | 2018                    | Fincantieri (Marghera) |                        |
| Rotterdam       |          | Pinnacle  | 99.500   | 297,18      | 32,24         | 12            | 1340  | 2666          | 1036               | 22                | 2021                    | Fincantieri (Marghera) |                        |